# Любов Жильцова-Лисенко
Любов Жильцова-Лисенко (нар. 20 жовтня 1956) — українська шахістка, яка має титул Жіночого міжнародного майстра (WIM) (1996). Переможець чемпіонату України із шахів серед жінок (1978). Вона є дворазовою індивідуальною золотою призеркою серед жінок з шахів (1994, 2006).

## Біографія
Любов Жильцова-Лисенко — одна з провідних шахісток у Міжнародній асоціації шахів Брайля (IBCA) . У 1978 році вона виграла чемпіонат України з шахів серед жінок. Любов Жильцова-Лисенко п'ять разів перемагала на чемпіонаті світу з шахів IBCA (1989, 1993, 1997, 2001, 2005). У 2009 році вона завоювала бронзову медаль на цьому турнірі. Любов брала участь у Всесвітньому відкритому чемпіонаті IBCA з шахів, де завоювала бронзову медаль (2006). Також вона брала участь у відкритому чемпіонаті Європи з шахів IBCA, де завоювала срібну (1995) та бронзову (1999) медалі.
Любов Жильцова-Лисенко виступала за команду IBCA на олімпіадах з шахів серед жінок :
- У 1994 році на першій дошці 31-ї шахової олімпіади (жінки) у Москві (+9, = 3, -1) та завоювала індивідуальну золоту медаль,
- У 1998 році на першій дошці 33-ї шахової олімпіади (жінки) в Елісті (+7, = 3, -3),
- У 2000 році на першій дошці 34-ї шахової олімпіади (жінки) у Стамбулі (+9, = 2, -3),
- У 2002 році на першій дошці 35-ї шахової олімпіади (жінки) на Бледі (+7, = 3, -4),
- У 2006 році на першій дошці на 37-й шаховій олімпіаді (жінки) в Турині (+8, = 2, -0) та завоювала індивідуальну золоту медаль,
- У 2008 році на першій дошці 38-ї шахової олімпіади (жінки) у Дрездені (+7, = 2, -2),
- У 2010 році на першій дошці 39-ї шахової олімпіади (жінки) у Ханти-Мансійську (+6, = 3, -2),
- У 2014 році на першій дошці 41-ї шахової олімпіади (жінки) у Тромсе (+6, = 0, -5),
- У 2018 році на першій дошці 43-ї шахової олімпіади (жінки) у Батумі (+7, = 0, -3)[3] .

Любов Жильцова-Лисенко виступала за українську команду в олімпіадах з шахів для незрячих, в яких брала участь 6 разів (1992—2008, 2017). У командних змаганнях вона завоювала 3 срібних (1996, 2008, 2017) та 3 бронзових (1992, 2000, 2004) медалей. В індивідуальних змаганнях вона завоювала золоту (2008 р.) та срібну (2017 р.) медалі.
У 1996 році вона отримала звання FIDE Women International Master (WIM).